# Il re e la spia
Il re e la spia (세작, 매혹된 자들?, 細作, 魅惑된 子들?, Sejak, maehokdoen jadeulLR; lett. "Spie, le affascinate", anche noto con il titolo internazionale Captivating the King) è una serie televisiva sudcoreana trasmessa su tvN dal 21 gennaio al 3 marzo 2024. In lingua italiana è stata resa disponibile sottotitolato su Netflix.

## Trama
Yi In, un re sfortunato che non può fidarsi di nessuno e corre il rischio di essere detronizzato, incontra Kang Hee-soo, una donna che cerca di ingannarlo per compiere una vendetta personale, ma che finisce per innamorarsi di lui.

## Personaggi e interpreti
- Yi In, interpretato da Jo Jung-suk
- Kang Hee-soo/Kang Mong-woo, interpretata da Shin Se-kyung
- Yi Seon, interpretato da Choi Dae-hoon
- Park Jong-hwan, interpretato da Lee Gyu-hoe
- Yoo Hyun-bo, interpretato da Yang Kyung-won
- Kim Jong-bae, interpretato da Jo Sung-ha
- Kang Hang-sun, interpretato da Son Hyun-joo
- Joo Sang-hwa, interpretato da Kang Hong-seok
- Dama di corte Dong, interpretata da Park Ye-young
- Chu Dal-ha, interpretato da Na Hyun-woo
- Ha Geun-nyeon, interpretato da Song Sang-eun
- Hong-jang, interpretata da Han Dong-hee
- Se-dong, interpretato da Jung Seok-yong
- Jeom Yi-ne, interpretata da Go Soo-hee
- Bun-young, interpretata da Kim Bo-yoon
- Kim Je-nam, interpretato da Lee Yoon-hee
- Regina vedova Park, interpretata da Jang Young-nam
- Principessa Jangryeong, interpretata da Ahn Se-eun
- Principe Moonseong, interpretato da Hong Jun-woo
- Regina Oh, interpretata da Ha Seo-yoon
- Dama di corte Han, interpretata da Jeon Su-ji
- Oh Wook-hwan, interpretato da Um Hyo-sup
- Min Ji-hwan, interpretato da Baek Seok-gwang
- Min Sang-hyo, interpretato da Kim Seo-ha
- Jung Je-pyo, interpretato da Jo Jae-ryeong
- Regina Kim, interpretata da Ahn Si-ha
- Cortigiana, interpretata da Song Ji-woo

## Produzione
Le riprese della serie hanno avuto inizio a marzo 2023.

## Colonna sonora
1. Shin Ji-hoon – Daydreaming (꿈이라도 좋을 꿈?, Kkum-irado joh-eul kkumLR) – 3:19 (testo: Kinsha – musica: AllThou, Kim Su-hyun, Park Hyun-seo, Flora, Oneway)
2. Daydreaming (꿈이라도 좋을 꿈?, Kkum-irado joh-eul kkumLR) (Inst.) – 3:19 (musica: AllThou, Kim Su-hyun, Park Hyun-seo, Flora, Oneway)
3. Kwon Jin-ah – Drizzle (가랑비?, 濛雨?, GarangbiLR) – 4:00 (testo: Lee Ga-yoon, Park Seung-ju – musica: Park Seung-ju, SteroeHz, Lee Ga-yoon)
4. Drizzle (가랑비?, 濛雨?, GarangbiLR) (Inst.) – 4:00 (musica: Park Seung-ju, SteroeHz, Lee Ga-yoon)
5. Taeil – Wave (파랑?, 波浪?, ParangLR) – 3:34 (testo: Kapoo, Sean Kimm – musica: M2U, Kapoo, Sean Kimm)
6. Wave (파랑?, 波浪?, ParangLR) (Inst.) – 3:34 (musica: M2U, Kapoo, Sean Kimm)
7. Roy Kim – Peach Tree (그대라는 꽃잎?, Geudaeraneun kkoch-ipLR) – 3:44 (testo: Dinner Coat – musica: Dinner Coat, Yu Jeong-hyeon)
8. Peach Tree (그대라는 꽃잎?, Geudaeraneun kkoch-ipLR) (Inst.) – 3:44 (musica: Dinner Coat, Yu Jeong-hyeon)

## Accoglienza
La tabella sottostante illustra i dati di ascolto per ogni episodio, con i massimi in rosso e i minimi in blu, e la posizione nella classifica giornaliera.
| Episodio | Data di trasmissione | Dati Nielsen Korea  | Dati Nielsen Korea         |
| Episodio | Data di trasmissione | A livello nazionale | Area metropolitana di Seul |
| -------- | -------------------- | ------------------- | -------------------------- |
| 1        | 21 gennaio 2024      | 3,977% (2º)         | 4,077% (2º)                |
| 2        | 21 gennaio 2024      | 3,089% (3º)         | 3,224% (3º)                |
| 3        | 27 gennaio 2024      | 3,286% (1º)         | 3,550% (1º)                |
| 4        | 28 gennaio 2024      | 6,016% (1º)         | 5,968% (2º)                |
| 5        | 3 febbraio 2024      | 3,868% (4º)         | N.D.                       |
| 6        | 4 febbraio 2024      | 5,461% (1º)         | 5,350% (1º)                |
| 7        | 9 febbraio 2024      | 4,162% (1º)         | 4,573% (1º)                |
| 8        | 10 febbraio 2024     | 4,733% (1º)         | 4,863% (1º)                |
| 9        | 11 febbraio 2024     | 6,369% (2º)         | 6,290% (2º)                |
| 10       | 11 febbraio 2024     | 6,703% (1º)         | 6,792% (1º)                |
| 11       | 17 febbraio 2024     | 4,100% (1º)         | 4,240% (1º)                |
| 12       | 18 febbraio 2024     | 5,938% (1º)         | 5,837% (2º)                |
| 13       | 24 febbraio 2024     | 4,942% (1º)         | 5,272% (1º)                |
| 14       | 25 febbraio 2024     | 6,675% (1º)         | 7,082% (1º)                |
| 15       | 2 marzo 2024         | 5,609% (1º)         | 6,030% (1º)                |
| 16       | 3 marzo 2024         | 7,763% (1º)         | 7,915% (1º)                |
| Media    | Media                | 5,609%              | N.D.                       |